# پیلیهودوگولا
پیلیهودوگولا (به لاتین: Pilihudugolla) یک منطقهٔ مسکونی در سری‌لانکا است که در استان مرکزی (سری‌لانکا) واقع شده‌است.